# Klubi-04
Maillots
Le Klubi-04 est un club finlandais de football basé à Helsinki. Le club constitue depuis 2004 la réserve du HJK Helsinki.

## Historique
- 1935 : fondation du club sous le nom de PK-35
- 1999 : le club est renommé FC Jokerit
- 2004 : fermeture du club
- 2004 : le club est racheté par le HJK Helsinki et il est refondé sous le nom de Klubi-04 comme réserve du HJK.

## Palmarès
- Championnat de Finlande
  - Vice-champion : 2000

- Coupe de Finlande (1)
  - Vainqueur : 1999

- Coupe de la Ligue finlandaise
  - Finaliste : 2000

## Parcours européen
Le score est sous le format buts du club-buts de l'adversaire.
Légende
| Saison    | Compétition     | Tour              | Pays                    | Adversaire      | Score    |
| --------- | --------------- | ----------------- | ----------------------- | --------------- | -------- |
| 1999-2000 | Coupe Intertoto | Premier tour      | Drapeau de l'Estonie    | FC Narva Trans  | 3-0, 4-1 |
| 1999-2000 | Coupe Intertoto | Deuxième tour     | Drapeau de Malte        | Floriana FC     | 2-1, 1-1 |
| 1999-2000 | Coupe Intertoto | Troisième tour    | Drapeau de l'Angleterre | West Ham United | 0-1, 1-1 |
| 2000-2001 | Coupe UEFA      | Tour préliminaire | Drapeau de la Hongrie   | MTK Hungária FC | 0-1, 2-4 |
| 2001-2002 | Coupe UEFA      | Tour préliminaire | Drapeau de l'Ukraine    | Arsenal Kiev    | 0-2, 0-2 |